# Román stílusú építészet Magyarországon

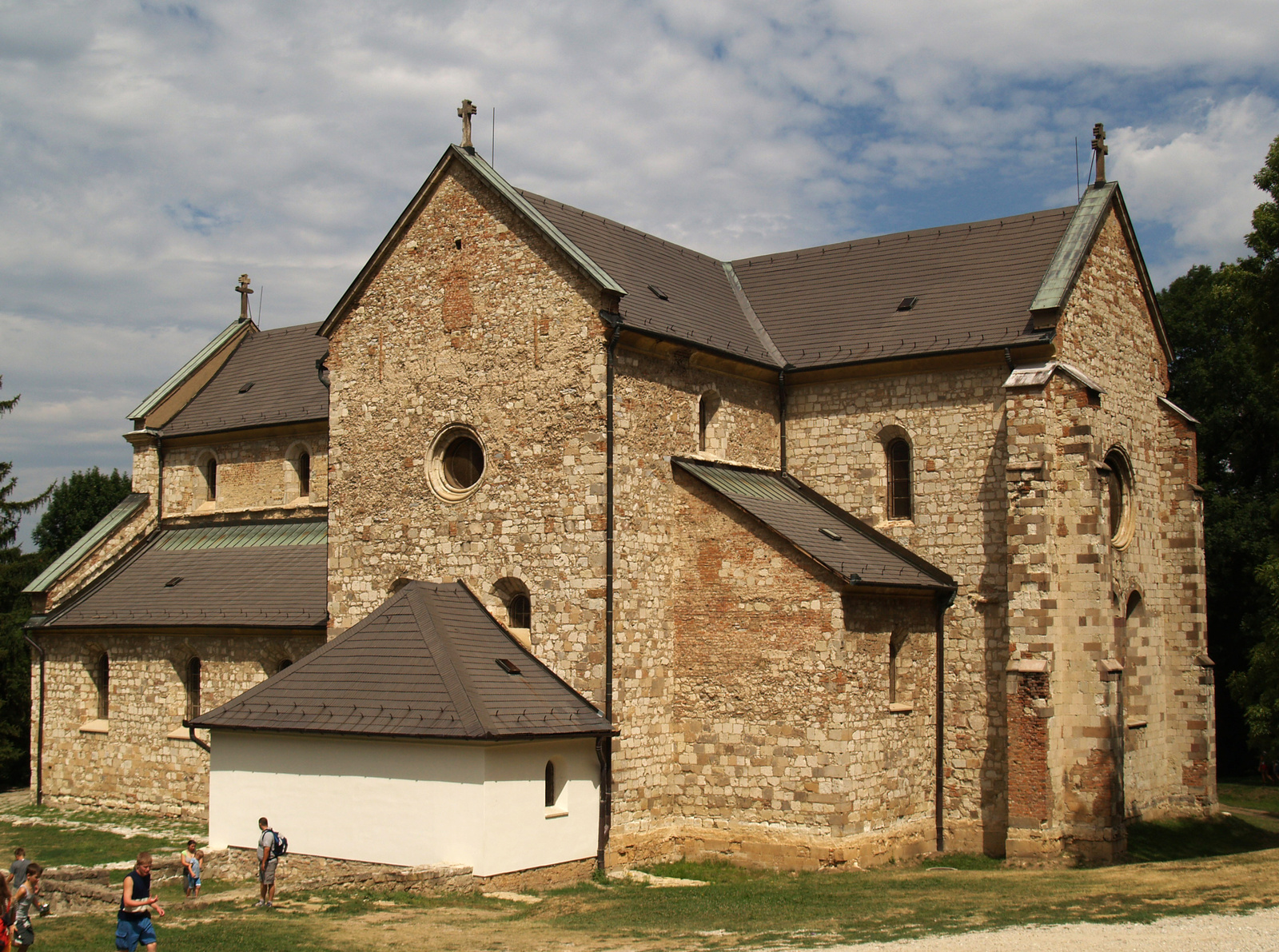
A bélapátfalvi kolostor

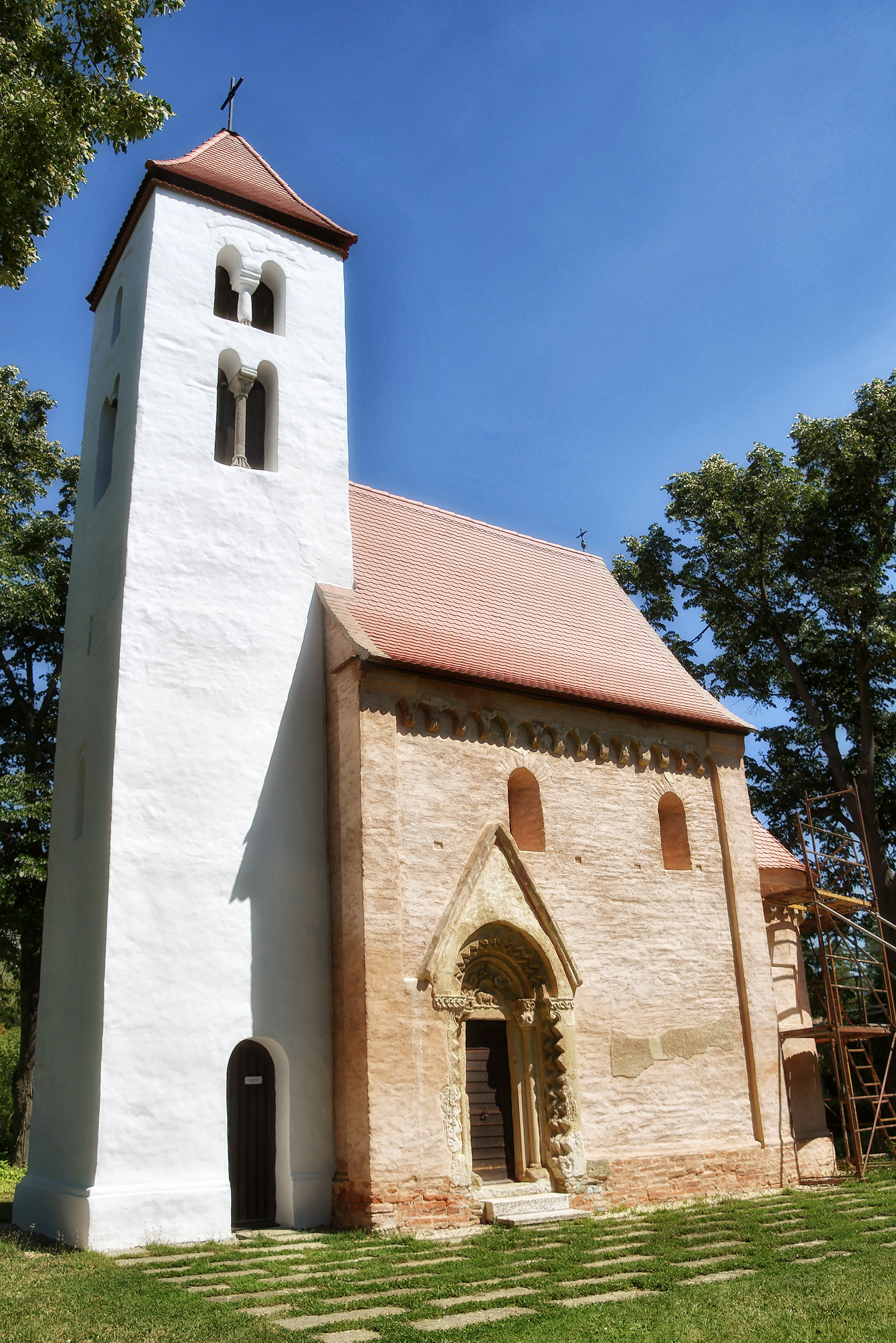
A csempeszkopácsi templom

Magyarország román stílusú építészete a 11. század elejétől a tatárjárásig virágzott. A román stílust az uralkodók és a klérus változó külföldi kapcsolatai szerint a különböző országokból behívott mesterek honosították meg.
A 11. század első felében indult meg Magyarországon a nagy arányú egyházi építészet. Szent István király elrendelte, hogy minden tíz falu építsen egy templomot. Megindult az általa szervezett egyházmegyék püspöki székesegyházainak építése is. Hazai szakmunkások híján ezeken túlnyomórészt észak-itáliai és dalmát kőfaragók dolgoztak.
Magyarország román stílusú építészete az 1241-1242. évi tatárjárással lényegében lezárult. Utána az építő tevékenység főként a megrongálódott épületek helyreállítására, egyben IV. Béla intézkedésére várak építésére összpontosult.  Egyik legkorábbi és legjelentősebb ezek közül a részben még román stílusú visegrádi Salamon-torony.

## Falusi templomok
Román stílusú falusi templomaink általában egyszerű megjelenésű, kisméretű, egyhajós épületek, a hajónál keskenyebb, többnyire félkörösek voltak. A koraiak néha patkóívesek, a 13. századiak ciszterci hatásra gyakrabban egyenes záródású szentéllyel. Torony nélkül vagy – jobbára nyugati – toronnyal épültek. Ez a hajó nyugati vége fölött a végfalon emelkedett, vagy a nyugati fal elé részben vagy teljesen kiugrott.
A bejárat – gyakran gazdag kereteléssel, és a nyílás fölötti ívmezőben domborművel – többnyire a déli vagy a nyugati homlokzaton, esetenként a torony alján nyílik.
A belső teret általában csak a hajó déli oldalfalában magasan elhelyezett – gyakran három – és a szentély záródásán nyíló ablak világítja meg. Ezek többségükben keskeny, lőrésszerű nyílások.
A hajót általában fagerendás síkmennyezet fedte, a félkör-záródású, diadalívvel kapcsolódó, íves alaprajzú szentélyt negyedgömb, az egyenes záródásúakat dongaboltozat.
A falusi templomaink legjobban megőrzött, legszebb román stílusú példái a 13. század eleji nagybörzsönyi Szent István-templom és a hasonló korú csempeszkopácsi templom, a jáki és lébényi templom és az egregyi templom.
Egyenesen záródó szentélyű templomok példái a korai típust képviselő, 12. századi egyházasdengelegi templom és a rakacaszendi mai református templom.

## Centrális templomok
Viszonylag sok centrális templom épült. Ezek részben korai királyi vagy nemzetségfői szállások kápolnái vagy temető-, illetve keresztelőkápolnák voltak. 
Ismeretesek egyszerű vagy kiugró szentélyapszissal bővített kör alaprajzú, belül félkörös fülkékkel növelt terű, kerek tömegű, kívül négyszögű és belül kör alaprajzú, továbbá három- és többkaréjos típusaik.  
Néhány kisebb méretű körtemplomhoz utóbb nyugati oldalukat kibontva, mint szentélyhez hosszházat építettek. Kiemelkedő példái ennek a karcsai és a szalonnai mai református templomok. 

## Példák
A román stílusú építészet példái Magyarországon:

### Dunántúl
- Székesfehérvári Nagyboldogasszony-bazilika
- Pécsi, egykori székesegyház (a 19. sz.-ban átépítve)
- Pannonhalmi bencés apátsági templom
- Jáki egykori bencés apátsági templom
- Szent Jakab-kápolna (Ják)
- Csempeszkopácsi templom
- Zsámbéki egykori premontrei kolostor
- Lébényi templom

### A Dunától keletre
- Feldebrői Szent Márton-templom
- Bélapátfalvai ciszterci kolostor
- Karcsa: mai református templom
- Nagybörzsönyi Szent István-templom
- Ócsai egykori premontrei kolostor (ma református templom)
- Szalonna: mai református templom